# Falsk rutsopp
Falsk rutsopp, Xerocomellus porosporus,  är en sopp tillhörande familjen Boletaceae.

## Förekomst
Den falska rutsoppen är vitt spridd i Europa och i allmänhet vanlig. Den är också rapporterad från olika delar av Nordamerika. I Sverige förekommer den spritt från Skåne till Uppland. Den är tämligen allmän i Danmark (sällsyntare på Jyllands hedeslätter), i Norge finns det fynd upp till Trondheim (huvudsakligen från Oslo och mot sydväst längs kusten) och i Finland förekommer den längst i söder vid Finska viken. Den bildar ektomykorrhiza med framförallt ekar.

## Kännetecken
Hatten blir upp till 7 cm i diameter. Hatthuden är av varierande brun nyans och spricker snart upp så att det vitaktiga (sällan med röd färgton, dock vanligare i Uppsalatrakten) köttet blottas i sprickorna. Porerna som är ganska grova och kantiga är gula och blånar vid beröring. Den vanligtvis jämntjocka foten är gulaktig, ofta brunare mot basen, ibland med röd färgton. Köttet vitaktigt till ljusgult i hatten, gult till brunaktigt i foten (ofta vinrött i basen) och blånar ej i snittytor. De släta sporerna är trunkata (tillplattade i ena änden) och har en tydlig por i den platta änden. Den falska rutsoppen kan förväxlas med rutsopp, som dock vanligen har rödaktigt kött under hatthuden - i svårbedömda fall kan den bestämmas på att dess sporer är ej trunkata (vilket dock kräver mikroskop). De enda övriga soppar i Europa som har trunkata sporer är Xerocomellus fennicus, men dess sporer är tydligt strimmiga och dess färger är klarare med en röd hatt (åtminstone som ung), och Xerocomellus marekii som har röd hatt. Xerocomellus cisalpinus har rödaktigt kött i fotbasen som blånar i snittytor (och strimmiga ej trunkata sporer).

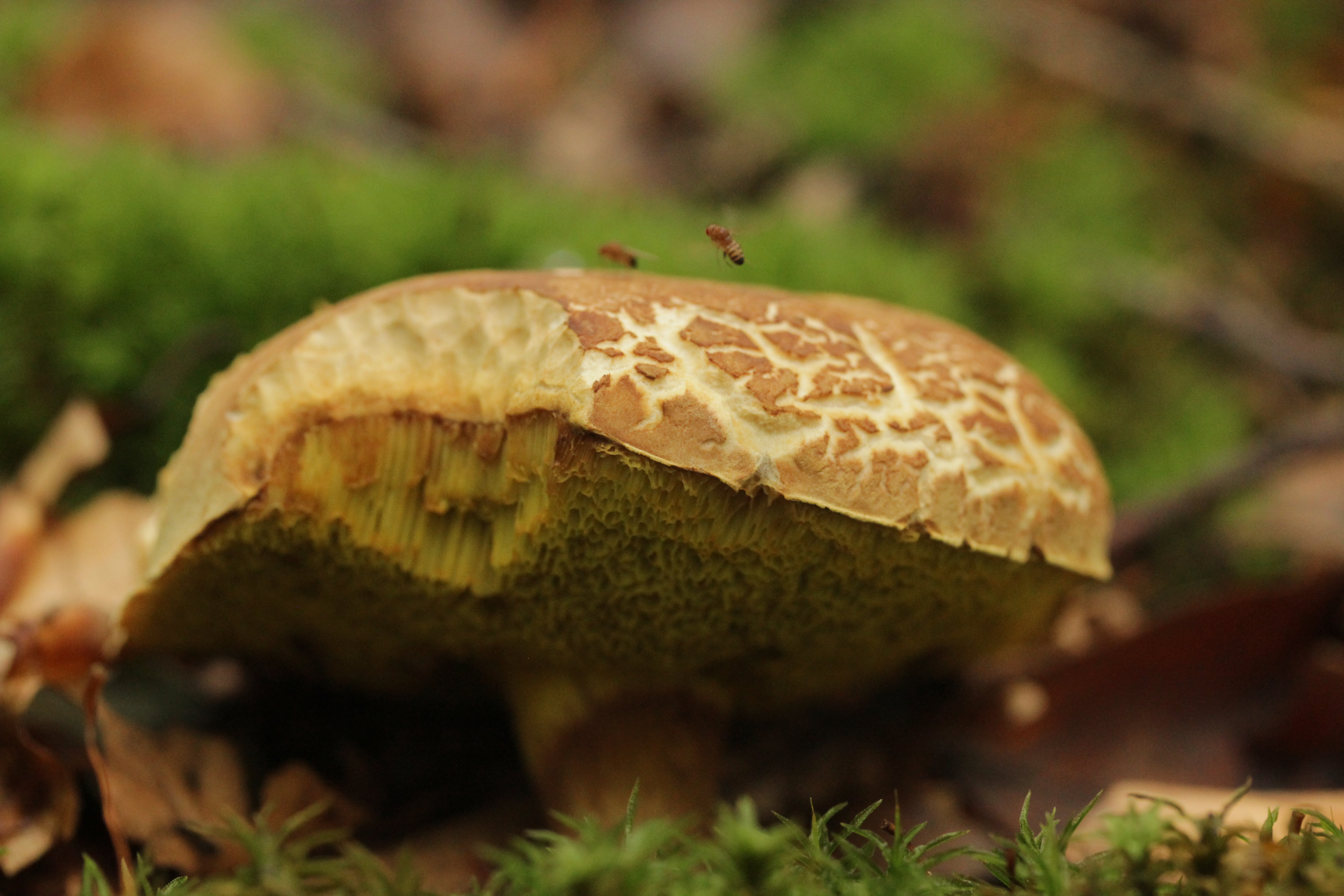
Köttet i hattens sprickor är vanligtvis vitaktigt och ej rosa.
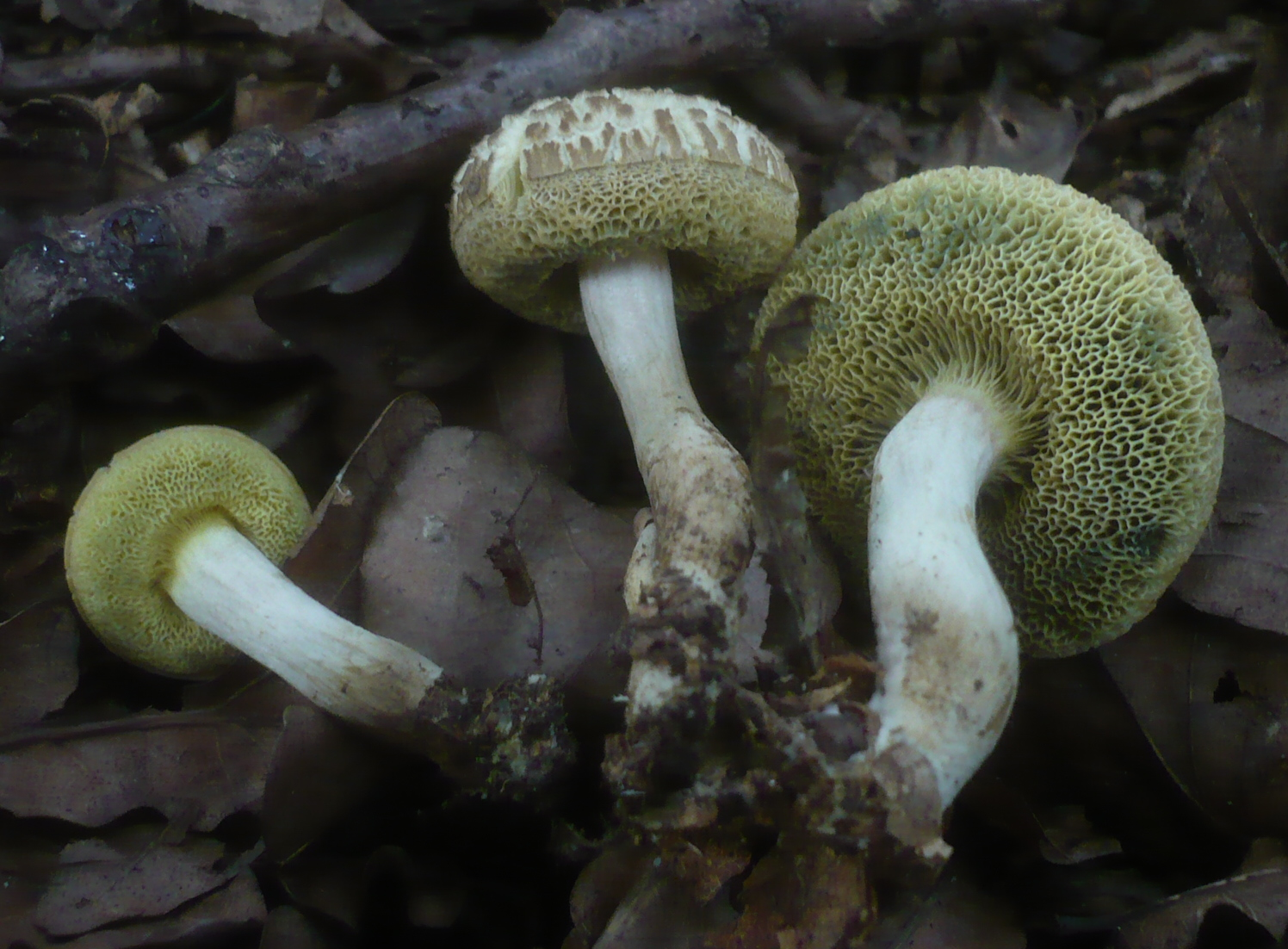
Porerna blånar vid beröring.
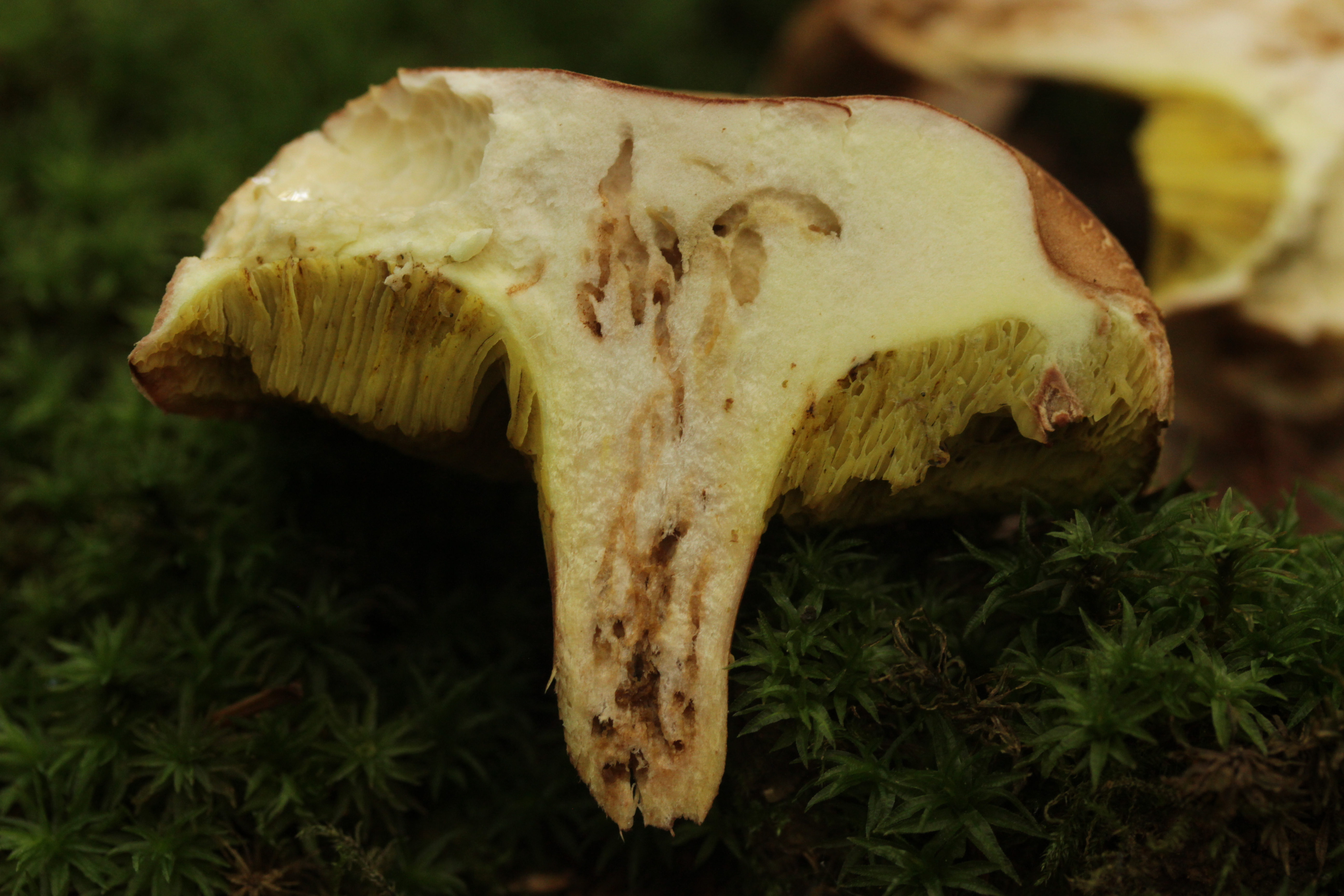
Hattens kött är vanligtvis inte rödaktigt under hatthuden och blånar ej.

## Taxonomi
År 1958 beskrevs den falska rutsoppen av den belgiske mykologen Louis Imler som Xerocomus porosporus. Denna beskrivning har senare ogiltigförklarats baserat på Melbournekodens 40.1. Därpå beskrevs den som en nykombination av Roy Watling 1958 som Boletus porosporus grundad på Imlers beskrivning och eftersom ett typexemplar angavs i en fotnot och en referens gavs till beskrivningen anses denna som godkänd. Arten fördes sedan till Xerocomellus av Josef Šutara 2008.
Den falska rutsoppen har av europeiska mykologer ofta ansetts som synonym med den amerikanska arten Xerocomellus truncatus och molekylärfylogenetiska studier visar att de står varandra mycket nära. Den har också trunkata sporer men är dock rödaktig under hatthuden och har blånande kött.
Artnamnet porosporus syftar på att sporen har en tydlig groddpor i den trubbiga änden.

## Matsvamp
Den falska rutsoppen anses som ätlig, men saknar både konsistens och smak. Foten är träig.